# Cristiano da Silva Leite
Cristiano da Silva Leite, meglio noto come Cristiano (Niterói, 29 agosto 1993), è un calciatore brasiliano, difensore dell'Operário-PR.

## Carriera
Cristiano comincia a giocare a calcio nella società brasiliana del Vitória das Tabocas, dove nella stagione 2014 colleziona 23 presenze e una rete nel Campionato Pernambucano. Successivamente viene in girato in prestito al Murici, dove colleziona 7 presenze e nessuna rete nel Campionato Alagoano, quindi passa in prestito al Bonsucesso di Rio de Janeiro, dove colleziona 13 presenze e nessuna rete nel Campionato Carioca. Il Vitória das Tabocas decide di nuovo di mandare Cristiano in prestito, questa volta al Criciúma, dove raccoglie 13 presenze e nessuna rete nel campionato di Série B. Il 29 gennaio 2016 viene mandato in prestito al Volta Redonda, che lo acquista a titolo definitivo il 1º gennaio 2017. Qui, in due stagioni, raccoglie complessivamente 44 presenze e una rete tra Campionato Carioca, Série D e Série C. Sempre il 1º gennaio 2017, il Volta Redonda lo gira in prestito allo Sheriff Tiraspol. Il 23 gennaio 2018 viene riscattato a titolo definitivo dalla società moldava.

## Palmarès

### Club

#### Competizioni nazionali
- Campeonato Brasileiro Série D: 1

Volta Redonda: 2016
- Campionato moldavo: 4

Sheriff Tiraspol: 2017, 2018, 2019, 2020-2021
- Coppa di Moldavia: 1

Sheriff Tiraspol: 2018-2019

#### Competizioni statali
- Campionato Carioca: 1

Fluminense: 2022
- Taça Guanabara: 1

Fluminense: 2022
- Campeonato Paranaense: 1

Operario: 2025